# Meriola quilicura
Meriola quilicura is een spinnensoort uit de familie van de Trachelidae.
De wetenschappelijke naam van de soort werd in 1995 gepubliceerd door Norman Ira Platnick en Curtis Ewing.